# Playas de El Riego y La Barquera
Las playas de El Riego y La Barquera están en el concejo de Cudillero, en el occidente del Principado de Asturias (España) y pertenecen al pueblo de Novellana. Forman parte de la Costa Occidental de Asturias y están catalogadas como Paisaje protegido, ZEPA y LIC.

## Descripción
Tienen forma irregular la primera y lineal la segunda. Su lecho es de canto rodado con escasas arenas gruesas de color oscuro en ambas playas.
Para acceder a ambas playas hay que tomar un largo camino que desciende desde Novellana. Otra forma de acceder es ir hasta la playa del Silencio y cruzar el pequeño arroyo pro los prados tomando las precauciones necesarias. Las playas están situadas entre la «punta Gayuelos» por el este y la «isla de Sama» por el oeste. La playa tiene desembocadura fluvial y aspectos interesantes desde el punto de vista geológico, paisajístico y ornitológico por lo que conviene llevar máquina de fotografiar. Otras actividades posibles son la pesca submarina y la deportiva a caña